# سیارک ۱۱۰۰۳
سیارک ۱۱۰۰۳ (به انگلیسی: 11003 Andronov، نامگذاری:1979TT2) یازده هزار و سومین سیارک کشف شده‌است که در ۱۴ اکتبر ۱۹۷۹ کشف شد.
قدر مطلق سیارک برابر ۲۶.۹ است.